# Campionati mondiali militari di pentathlon militare

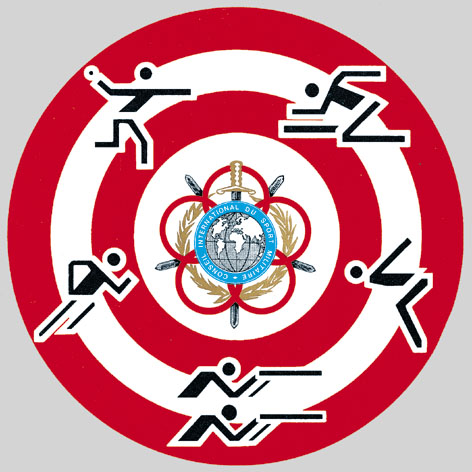
Il simbolo ufficiale del pentathlon militare utilizzato dal CISM

I campionati mondiali militari di pentathlon militare (o solo campionati mondiali di pentathlon militare ) sono dei campionati mondiali di pentathlon militare, riservati ad atleti militari ed organizzati con cadenza annuale dal Conseil International du Sport Militaire. Organizzati per la prima volta nel 1950, nel 2009 si è tenuta la LVI edizione a Monaco di Baviera .

## Edizioni e campioni mondiali[3][4]
La I edizione in effetti fu nel 1947 a Fribourg in Francia e fino al 1977 la numerazione ne tenne conto, ma a partire dal 1978 la numerazione escluse quella prima edizione poiché il CISM non la considerò un campionato mondiale  Solo tre volte i campionati mondiali furono cancellati, nel 1969, 1972 e 2005 perché nella regione in cui si sarebbero dovuti disputare la tensione politica era alta al punto da sconsigliarne la disputa. Il tedesco Hartmut Nienaber, con 10 vittorie, è l'atleta più titolato dei mondiali. 
| Individuale | A squadre | Staffetta a ostacoli             |                              |                |                |
| I           | 1950      | Antibes Francia                  | Émile Guegen                 | Francia        | -              |
| II          | 1951      | Antibes (2) Francia              | Bengt Lorichs                | Svezia         | -              |
| III         | 1952      | Bruxelles Belgio                 | Bengt Lorichs                | Svezia         | -              |
| IV          | 1953      | Stoccolma Svezia                 | Åke Moberg                   | Svezia         | -              |
| V           | 1954      | Antibes (3) Francia              | Åke Moberg                   | Svezia         | -              |
| VI          | 1955      | Breda Paesi Bassi                | Göran Rönnquist              | Svezia         | -              |
| VII         | 1956      | Antibes (4) Francia              | Mohamed Abdesselem           | Francia        | -              |
| VIII        | 1957      | Bruxelles (2) Belgio             | Mohamed Abdesselem           | Francia        | -              |
| IX          | 1958      | Atene Grecia                     | James Moore                  | Francia        | -              |
| X           | 1959      | Kristianstad Svezia              | Stig-Erik Lekberg            | Svezia         | -              |
| XI          | 1960      | Rio de Janeiro Brasile           | Nilo Jaime Ferreira da Silva | Brasile        | -              |
| XII         | 1961      | Parigi Francia                   | Mohamed Sahli                | Svezia         | -              |
| XIII        | 1962      | Bruxelles (3) Belgio             | Bengt Åke Christensson       | Svezia         | -              |
| XIV         | 1963      | Roma Italia                      | Michael Ooms                 | Svezia         | -              |
| XV          | 1964      | Haslemoen Norvegia               | Bengt Åke Christensson       | Svezia         | -              |
| XVI         | 1965      | Schaarsbergen Paesi Bassi        | Christer Bjerkhagent         | Brasile        | -              |
| XVII        | 1966      | Bordeaux Francia                 | Bengt Åke Christensson       | Francia        | -              |
| XVIII       | 1967      | Uppsala Svezia                   | Bengt Åke Christensson       | Svezia         | -              |
| XIX         | 1968      | Rio de Janeiro (2) Brasile       | Bengt Åke Christensson       | Svezia         | -              |
| XX          | 1970      | Morón Argentina                  | Jacques Langbour             | Svezia         | -              |
| XXI         | 1971      | Örebro Svezia                    | Vincent Moreau               | Svezia         | -              |
| XXII        | 1973      | Wiener Neustadt Austria          | Hartmut Nienaber             | Austria        | -              |
| XXIII       | 1974      | Skive Danimarca                  | Hartmut Nienaber             | Francia        | -              |
| XXIV        | 1975      | El Palomar Argentina             | Ernst Engeli                 | Svezia         | -              |
| XXV         | 1976      | Bordeaux (2) Francia             | Hartmut Nienaber             | Germania Ovest | -              |
| XXVI        | 1977      | Kristinehamn Svezia              | Hartmut Nienaber             | Svezia         | -              |
| XXVII       | 1978      | Wiener Neustadt (2) Austria      | Hartmut Nienaber             | Germania Ovest | -              |
| XXVIII      | 1979      | Vatneleiren Norvegia             | Hartmut Nienaber             | Germania Ovest | -              |
| XXIX        | 1980      | Monaco di Baviera Germania Ovest | Hartmut Nienaber             | Germania Ovest | -              |
| XXX         | 1981      | Bremgarten Svizzera              | Ernst Engeli                 | Svizzera       | -              |
| XXXI        | 1983      | Farum Danimarca                  | Hartmut Nienaber             | Cina           | -              |
| XXXII       | 1984      | Den Bosch Paesi Bassi            | Geir Todal                   | Svizzera       | -              |
| XXXIII      | 1985      | Rio de Janeiro (3) Brasile       | Ribamar Juvino Bandeira      | Brasile        | -              |
| XXXIV       | 1986      | Wiener Neustadt (3) Austria      | Hartmut Nienaber             | Cina           | -              |
| XXXV        | 1987      | Stoccolma (2) Svezia             | Hartmut Nienaber             | Brasile        | -              |
| XXXVI       | 1988      | Pechino Cina                     | Yanng Chunyi                 | Cina           | -              |
| XXXVII      | 1989      | Caracas Venezuela                | Liang Xifen                  | Cina           | -              |
| XXXVIII     | 1990      | Monaco di Baviera (2) Germania   | Ribamar Juvino Bandeira      | Brasile        | -              |
| XXXIX       | 1991      | Oslo Norvegia                    | Ribamar Juvino Bandeira      | Brasile        | -              |
| XL          | 1992      | Bremgarten (2) Svizzera          | Li Zhong                     | Cina           | -              |
| XLI         | 1993      | Skive (2) Danimarca              | Xinquiao Guo                 | Cina           | -              |
| XLII        | 1994      | Resende Brasile                  | Ribamar Juvino Bandeira      | Brasile        | -              |
| XLIII       | 1995      | Roma (2) Italia                  | Li Zhong                     | Cina           | Cina           |
| XLIV        | 1996      | Wiener Neustadt (4) Austria      | Zhao Min                     | Cina           | Cina           |
| XLV         | 1997      | Kristinehamn (2) Svezia          | Carlos Alberto Silva         | Cina           | Cina           |
| XLVI        | 1998      | Pechino (2) Cina                 | Li Zhong                     | Cina           | Turchia        |
| XLVII       | 1999      | Zagabria Croazia                 | Yang Chunyi                  | Cina           | Turchia        |
| XLVIII      | 2000      | Holstebro Danimarca              | liu Wei                      | Cina           | Norvegia       |
| XLIX        | 2001      | Arlon Belgio                     | Carlos Alberto Silva         | Cina           | Cina           |
| L           | 2002      | Schaarsbergen (2) Paesi Bassi    | Stefano Palma                | Cina           | Turchia        |
| LI          | 2003      | Toledo Spagna                    | Feng Liwen                   | Cina           | Venezuela      |
| LII         | 2004      | Santiago Cile                    | He Shugan                    | Cina           | Ecuador e Perù |
| LIII        | 2006      | Wiener Neustadt (4) Austria      | Yang Shiwei                  | Cina           | Austria        |
| LIV         | 2007      | Hyderabad India                  | Maksim Kanafin               | Cina           | Ecuador        |
| LV          | 2008      | Ankara Turchia                   | Yang Shiwei                  | Cina           | Turchia        |
| LVI         | 2009      | Monaco di Baviera (3) Germania   | Robert Krawczyk              | Cina           | Venezuela      |